# يهودية حريدية
الحريديم (بالعبرية: יהדות חֲרֵדִית) هم جماعة من اليهود المتدينين ويعتبرون كالأصوليين حيث يطبقون الطقوس الدينية ويعيشون حياتهم اليومية وفق التفاصيل الدقيقة للشريعة اليهودية. ويحاول الحريديم تطبيق التوراة في إسرائيل.

## أصل التسمية
اسم حريديم هي جمع لكلمة «حريدي» وتعني «التقي». وقد تكون الحريديم مأخوذة من الفعل حرد بمعنى غضب وبخل واعتزل الناس.

## مميزات الحريدية
يرتدي الحريديم عادة أزياء يهود شرق أوروبا وهي المعطف الطويل الأسود والقبعة السوداء ويضيفون له الطاليت ويرسلون ذقونهم إلى صدورهم وتتدلى على آذانهم خصلات من الشعر المقصوع، وأحيانا ترتدي النساء البرقع الذي يشبه النقاب إلى حدٍّ بعيد. وهم لا يتحدثون العبرية على قدر استطاعتهم (باعتبارها لغة مقدَّسة) ويفضلون التحدث باليديشية. وتتميَّز عائلات الحريديم بزيادة عددها لأنهم لا يمارسون تحديد النسل، ولذا فأعدادهم تتزايد بالنسبة للعلمانيين الذين يحجمون عن الزواج والإنجاب. بالمقابل ليس من السهل الحصول على معلومات دقيقة عن هذه المجموعة تتعلق بأعدادهم لأنه ليس من السهل الوصول إلى تعريف خاص بهم، إضافة إلى عدم وجود مصادر خاصة تعطي إحصائيات دقيقة تتعلق بهم.
ومن مميزاتهم الدينية أنهم يتبنون التفاسير الأكثر غلواً في التراث الديني، والتشدد في أداء العبادات والطقوس الدينية، بما يدفعهم إلى الانعزال عن اليهود غير المتقيدين بحذافير التعاليم الدينية، واعتزالهم، لذلك يفترض الحريديم أن على غيرهم من اليهود الاحتذاء بهم لأنهم يلتزمون بتعاليم الكتاب المقدس.
وهم –بشكل عام- ينتظرون مجيء المسيح اليهودي المنتظر ليخلصهم من متاعب الحياة، ويقيم لهم مملكة الرب على الأرض التي ستتحد مع مملكة السماء.

معظم الذكور في المجتمع الحريدي يبقون في المدارس الدينية حتى سن 40، وبالتالي فهم لا يشاركون في القوى العاملة في المجتمع الإسرائيلي، وهو الأمر الذي يفسر عيشهم في ظل ظروف سيئة وفي حالة فقر مع الاعتماد الكبير على دعم الدولة. وبناء على الأفكار الحريدية يطلب من اليهودي الانسحاب من كل النشاطات العالمية والتفرغ للدراسات الروحية. وبالتالي فإن المشاركة في الجيش أو النشاطات الاقتصادية أو الأدب الحديث أو الرياضة أو الموسيقى أو الأفلام والتلفاز تعتبر خطيئة.

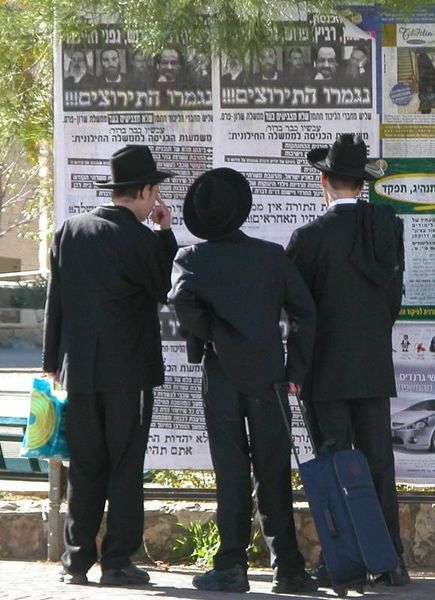
ثلاثة شبان حريديون بلباس تقليدي يطالعون لائحة إعلانات في القدس.

ومن بين المميزات التي تميز مجتمع الحريديم أيضاً هو أن متوسط الزيادة السكانية لدى الحريديم هو الأعلى في إسرائيل، وهو ما نتج عنه زيادة سنوية وصلت إلى 6% تقريباً عام 1996، و7.3% عام 2000، وحوالي 6% عام 2001، وحوالي 7% عام 2002، وهي نسب مرتفعة مقارنة بالمجتمع الإسرائيلي العلماني. والسبب الرئيسي لزيادة السكان الحريديم هو الزيادة الطبيعية العالية (حوالي 72% من مجمل الزيادة السنوية في عام 2001). ويصل عدد الولادات السنوية لدى الحريديم إلى 35 ألف ولادة بما يشكل 25% من مجموع ولادات إسرائيل، كما يتزوج في إسرائيل سنوياَ حوالي 5 آلاف زوج حريدي. ينجب كل زوج منهم ما بين 7 – 9 ولادات، ينتج عنها زيادة كبيرة في أعدادهم، ونسباً عالية من الزيادات السنوية مقابل معدل ولادات منخفض نسبياً للعلمانيين يتراوح بين 1-1.5 بنسبة زيادة سنوية: 1.6% فقط.

## صفات الحريدية

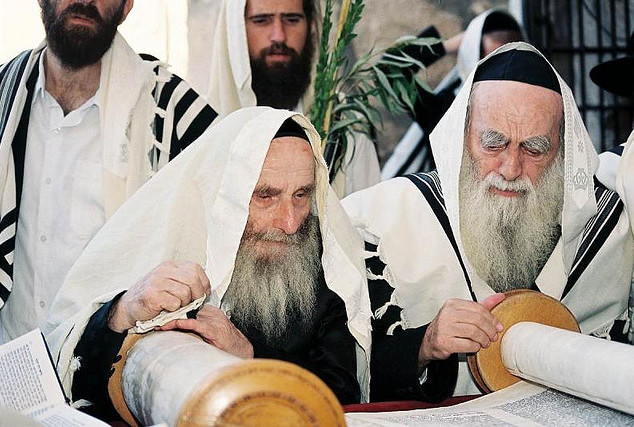
رجال كبار السن من يهود حريديم وهم يؤدون طعميم التوراة

يهودية حريدية طائفة محافظة من اليهودية الأرثوذكسية. تنقسم هذه الطائفة إلى مجتمعات مختلفة لا توجد بينها موافقة كاملة على أسلوب الحياة والعقائد الجديرة، ولكن جميعها تتميز بصفات التالية:
1. التمسك بشكل تام بالهالاخاه الأرثوذكسية ومعارضة إعادة النظر في الشرائع والتقاليد اليهودية الدينية.
2. تفضيل اليشيفات والتعليم الديني التقليدي على أي نوع آخر من التعليم أو التربية. ويتعلم أبناء الطائفة الحريدية العلوم العلمانية عند الحاجة فقط، من أجل إنقاذ الحياة (مثل تعليم الطب) أو من أجل كسب الرزق. أما تعليم الأدبيات، الفلسفة وغيرها، فترفض عند اليهود الحريديين.
3. التحفظ من تبني تكنولوجيات جديدة مثل التلفزيون، الحاسوب، الهاتف النقال إلخ. هذه الاختراعات موجودة عند اليهود الحريديين ولكنها أقل شيوعا عندهم.
4. التمسك باللباس التقليدي، وخاصة باللباس الذي كان شائعا لدى اليهود في شرقي أوروبا قبل القرن ال20.

## مذاهب الحريدية
التصنيفان الرئيسيان لمجتمعات الطائفة الحريدية هما المجتمعات الحسيدية والتي تتابع أفكار الحاخام يسرائيل باعل شيم طوف (1700-1760م) والمجتمعات «اللتوانية» التي تتابع أفكار الجاؤون من فيلنيوس (الحاخام إلياهو بن شلومو زالمان 1720-1797م).

## الصراع مع العلمانيين
الجذور التاريخية لهذا الصراع بدأت من مرحلة ما قبل قيام الدولة، وقد وجدت هذه الصراعات بسبب الأمر الواقع الذي بدأت دولة إسرائيل عند قيامها فيما يتعلق بترتيبات الدين وممارسة الشعائر الدينية، فالقوانين التركية والبريطانية تركت قوانين الأحوال الشخصية في يد الزعماء الدينيين لكل طائفة، وهو الأمر الذي استمر عند قيام إسرائيل، بما يتضمن أن قوانين الزواج والطلاق تخضع للقانون الديني في حين لا يوجد زواج مدني، ولا زيجات مختلطة. هذا الأمر يتضمَّن أيضاً أن يوم السبت عطلة رسمية، وأن المطاعم المدعومة من الدولة ستلتزم بالقوانين الغذائية اليهودية، وأن لجميع الآباء الحق في إرسال أبنائهم إلى المدارس العامة أو إلى المدارس الدينية، وأن طلاب الأخيرة لا يخدمون في وحدات الجيش.
من مميزات هذا الصراع أنه صراع طويل جعل كلا المجتمعين، الديني والعلماني، يسعى إلى تحصين عالمه على نحو يمكنه من العيش وفق رؤيته هو لا وفق رؤية الطرف الآخر، وهذا يعني محاولة كل طرف الوصول لمرحلة انعزال كل مجتمع عن الآخر، والتوقف عن محاولات التأثير والاستقطاب بين المجتمعين، وهو ما أوصل المجتمع الإسرائيلي في نهاية التسعينات إلى الاتجاه أكثر نحو الفصل التام بين المجتمعين، وتخصيص مناطق سكن معزولة للحريديم خاصة في القدس.
كل هذه الأمور تجعل قراءة مستقبل المجتمع الإسرائيلي وهويته بين الدين والسياسة أمراً صعباً، لأنها تجعل من إسرائيل دولة غير قادرة أن تكون دولة يهودية ضمن المفهوم الديني، ولا أن تكون دولة علمانية وفق ما تتطلبه العلمانية من مفاهيم. فالطرفان حاربا من أجل الأهداف نفسها وفق ما ترويه التوراة والتلمود والتراث اليهودي، وما يحدث هو محاولة لإدارة الصراع على شكل الدولة والهوية، ولم تشهد إسرائيل أو الحركة الصهيونية أيّة محاولة لإنهاء أو حسم الصراع الديني العلماني.
ولا شك أن هناك كمية كبيرة من العزلة الاجتماعية تتميز بها العلاقات الاجتماعية العامة في إسرائيل بين المتديّنين وغير المتديّنين، كلا الفريقين يفضل الاتصالات الاجتماعية مع أشخاص من مستويات مماثلة من التديُّن.
يعتبر الحريديم أنفسهم أقلية عددية بين اليهود، لذلك فهم يرغبون بالانسحاب من الحياة العامة من أجل الحفاظ على نقاء هذه الأقلية، وتسعى إلى بقاء مجموعتها. أما على المستوى السياسي فهم لا يريدون الحصول على الحقوق كأقلية دينية، إنما يسعون لتغيير تعريف الدين ودوره في الحياة لتطبيقه واعتماده من قبل الدولة.
المناوشات تستمر بين المعسكرين وتتصاعد بشكل دوري من الأقوال إلى الأفعال لتشمل استخدام الأسلحة والحرق وأعمال الشغب وتدمير الممتلكات العامة والعديد من الأعمال التي من شأنها الإضرار بالنظام.

## نشاطهم السياسي

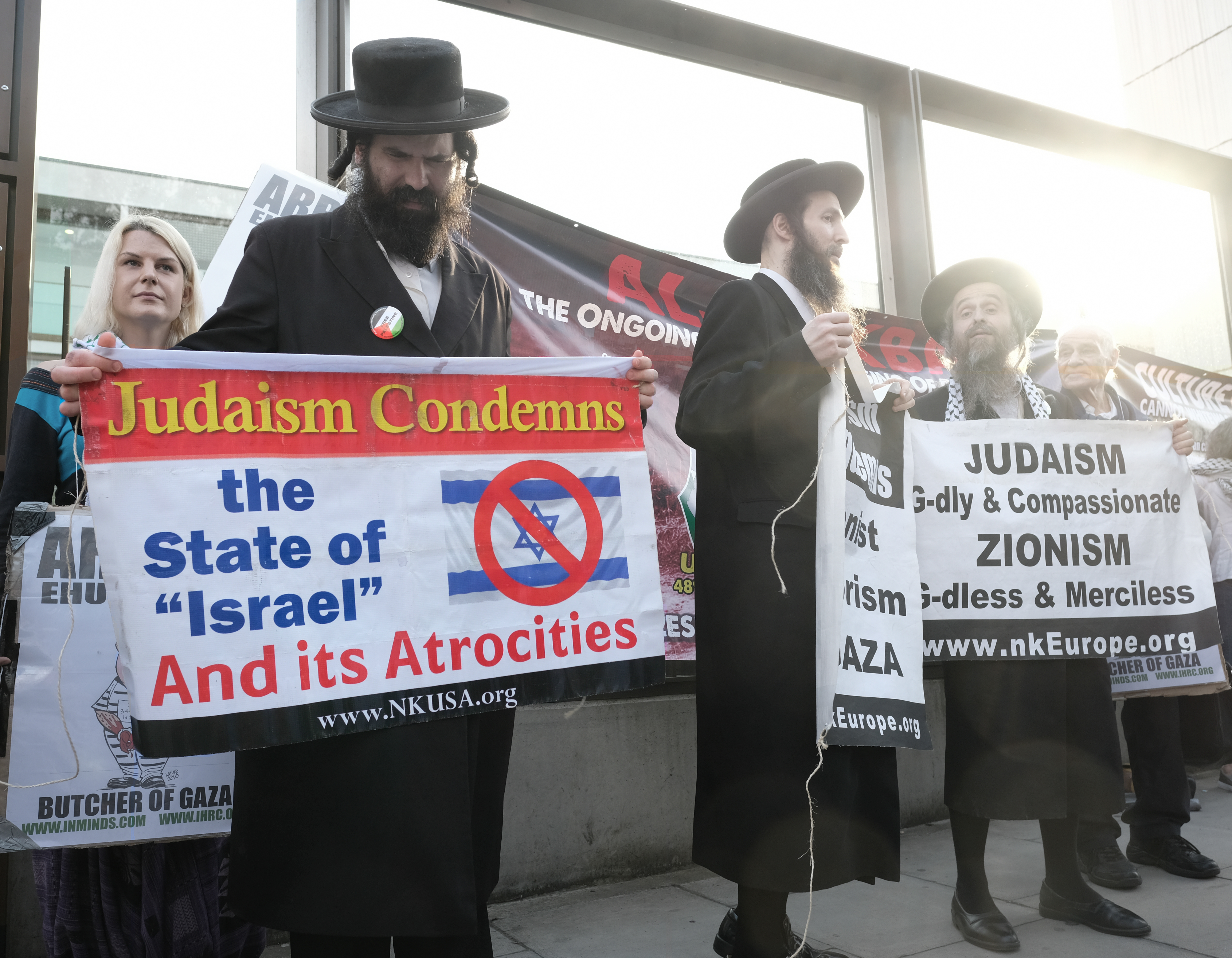
يهود حريديون تابعون لحركة ناطوري كارتا المناهضة لإسرائيل.

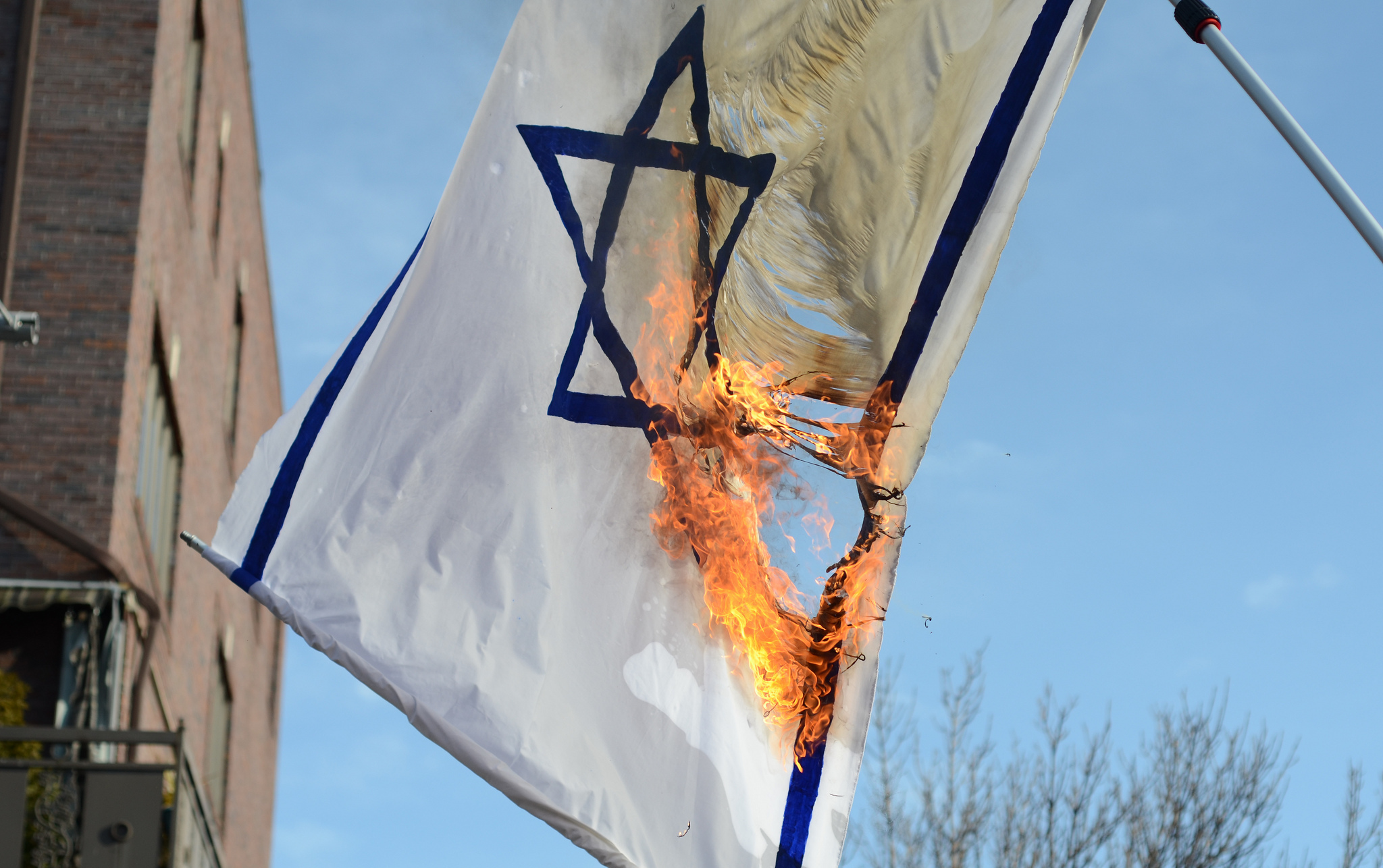
حركة ناطوري كارتا يحرقون علم إسرائيل.

مراكز اليهودية الحريدية موجودة في مدينة القدس (في حارة «مئة شعاريم» مثلا وفي حارات يهودية أخرى)، في مدينة بني براك المجاورة لمدينة تل أبيب من جانبها الشرقي وفي بعض حارات مدينة نيو يورك.

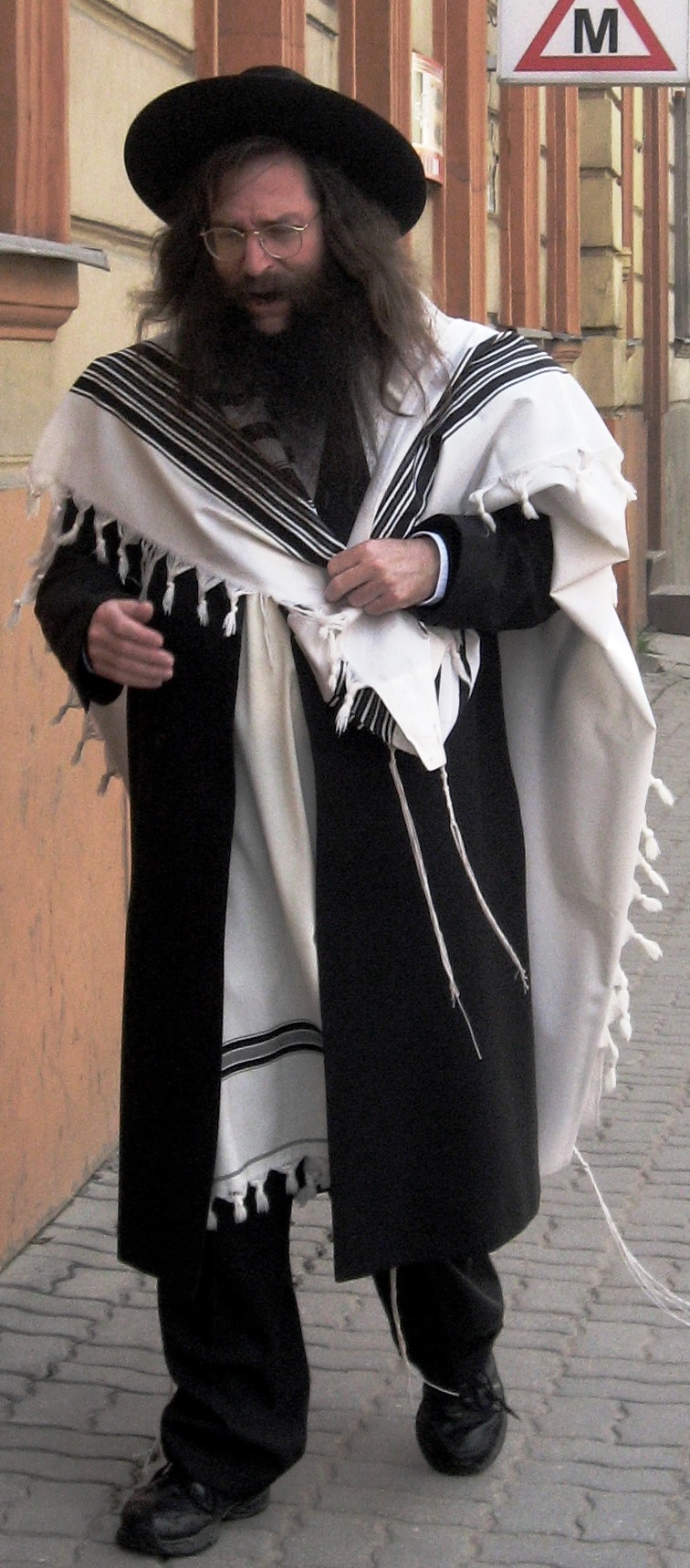
يهودي حيريدي.

لم يكونوا اليهود الحريديون من مؤسسي الحركة الصهيونية والكثير منهم عارضوها بشدة في مراحلها الأولى لاعتبارها حركة علمانية تهدد الحياة اليهودية التقليدية. أما اليوم فمعظمهم يؤيدون دولة إسرائيل ويتعاونون معها، باستثناء مجتمعات معينة مثل حركة ناطوري كارتا ما زالت معارضة بشدة لمؤسسات الدولة وترفض التعاون معها. وكان أحد قادة ناطوري كارتا الحاخام موشيه هيرش وزيرا في السلطة الوطنية الفلسطينية ويعمل في الشؤون اليهودية.
الأغلبية الساحقة من اليهود الحريديين يفضل عدم الخدمة في الجيش الإسرائيلي، أما الدولة فتوافق على إعفاء أبناء الطائفة من الخدمة العسكرية، مع أن هذه السياسة تثير الجدل في المجتمع الإسرائيلي، غير أنه تم إنشاء كتيبة في الجيش الإسرائيلي تحت بيرق نهال ويمسى بنهال حريدي خصصت هذه الكتيبة للمتدينين الراغبين في الخدمة العسكرية كحل وسط من الحكومة حيث تراعي هذه الكتيبة متطلبات الحياة الدينية للمتدينيين.
من ناحية أخرى الأصوليون اليهود ليسوا قدريين بمعنى أن اليهود يؤمنون بضرورة أن يكونوا عوناً لله في عملية إصلاح العالم، ولذلك فمن العناصر الأساسية في رؤيتهم للعالم اعتقادهم أن نجاح الجهود الرامية إلى تحقيق بعض الأهداف السياسية الضرورية للخلاص يتوقف على رؤية القادة اليهود وإحساسهم بمقتضيات الحياة ولاسيما الإيمان الأعمى والانضباط الروحي للشعب اليهودي ككل. ويترتب على ذلك أن كل الاتصالات السياسية بالبيئة الدولية لا تفسّر كفرص سانحة لتكيف الموارد مع الأوضاع المتغيرة، بل اختبارات لبصيرة الشعب اليهودي وقادته وشجاعتهم وقوة عزيمتهم.

### أحزابهم السياسية
يمثل جمهور المتدينين الحريديم عدة أحزاب بناء على الأصول الإثنية للحريديم، فالحريديم الأشكناز تمثلهم كتلة يهودية التوراة أو يهودات هتوراه (المنبثقة من أغودات إسرائيل التاريخي وهديجل هتوراة)، والحريديم الشرقيين الحريديم الشرقيين يمثلهم حزب شاس.
وقد حققت يهودات هتوراه التي تم تأسيسها عشية انتخابات 1992، في انتخابات الكنيست عام 1992 ب4 مقاعد، وفي 1996 ب4، وفي 1999 ب5، وفي 2003 ب5، وفي 2006 ب6، وفي 2009 ب5 مقاعد. لكنها في الوقت نفسه ترفض الكتلة المشاركة بأيّة مناصب وزارية، لكنها تشارك في الحكومات الائتلافية من خلال تولّي منصب نائب وزير، أو لجنة برلمانية مهمة.
ويعود السبب في رفضها تولي حقائب وزارية إلى عدم رغبتهم بأن يكونوا شركاء في المسؤولية السياسية عن قرارات تتناقض مع مضامين الشريعة اليهودية المتشددة.